# Càstul Ferrer i Torralbas
Càstul Ferrer i Torralbas (Sitges, 1833 – Barcelona, 1913) va ser un comerciant i polític "indiano" que s'establí a Cuba.
Fill de Josep Ferrer i Ros i d'Emerenciana Torralbas i Sagarra -la seva mare tenía parentiu amb els Vidal Quadras per l'àvia materna Sagarra i Quadras- als tretze anys emigrà, com tants d'altres sitgetans de la seva època, a la "Perla del Carib" per a dedicar-s'hi al comerç. El seu oncle Francesc Ferrer i Ros també s'havia establert a Cuba, concretament a Bayamo (1827). Càstul s'establí a Santiago de Cuba i començà treballant-hi en una empresa importadora de teixits, de la que n'acabaria esdevenint soci principal. Tornà a Catalunya el 1868, però desfeu el camí per la insurrecció cubana del 1868-1878. Organitzà la "Compañía de Guías" del general Latorre; ascendit a capità, entrà en campanya el 1869; a l'any següent s'integrà al Cos de Voluntaris de Cuba i el 1878 va ser ascendit a coronel.
Va rebre nombroses condecoracions com la Gran Creu d'Isabel la Catòlica i va ser President de la Diputació de Cuba. Va ser el promotor del ferrocarril entre Santiago de Cuba, Baracoa i Guantánamo.Tenia moltes propietats com una gran finca -La Parellada- al Pla del Penedès i mines a Cuba (anomenades Josefina i Caridad). Es va casar amb Concepciò Joli Bolívar i en segones noces -després d'enviduar- amb la seva neboda Emerenciana Sans i Ferrer. En morir el 1913 va ser enterrat al panteó familiar del Cementiri Vell de Sitges.